# Liste des membres de la 1re Chambre des communes d'Irlande du Nord
Voici une liste des Membres du Parlement élus lors des élections générales de 1921 en Irlande du Nord.
Tous les membres de la Chambre des communes d'Irlande du Nord élus aux Élections générales de 1921 en Irlande du Nord sont répertoriés. Seuls les membres unionistes ont pris place.  Les membres du Sinn Féin siégeaient plutôt dans le Second Dáil, aux côtés de ceux élus au Parlement d'Irlande du Sud; tandis que les membres Nationalist Party ont refusé de siéger au Parlement d'Irlande du Nord ou au Dáil.
Sir James Craig, (plus tard vicomte Craigavon) est devenu premier ministre. Les MPs du Sinn Féin et du Parti nationaliste se sont abstenus de siéger à la Chambre.

## Membres
| Nom                              | Circonscription               | Parti | Parti             |
| -------------------------------- | ----------------------------- | ----- | ----------------- |
| Milne Barbour                    | Antrim                        |       | Unionist Party    |
| Maj. Hon. Robert William O'Neill | Antrim                        |       | Unionist Party    |
| George Boyle Hanna               | Antrim                        |       | Unionist Party    |
| Robert Crawford                  | Antrim                        |       | Unionist Party    |
| Robert Megaw                     | Antrim                        |       | Unionist Party    |
| John Fawcett Gordon              | Antrim                        |       | Unionist Party    |
| Joseph Devlin                    | Antrim                        |       | Nationalist Party |
| Richard Best                     | Armagh                        |       | Unionist Party    |
| Michael Collins                  | Armagh                        |       | Sinn Féin         |
| Maj. David Shillington           | Armagh                        |       | Unionist Party    |
| John Dillon Nugent               | Armagh                        |       | Nationalist Party |
| Sir Dawson Bates                 | East Belfast                  |       | Unionist Party    |
| Capt. Herbert Dixon              | East Belfast                  |       | Unionist Party    |
| Thompson Donald                  | East Belfast                  |       | Unionist Party    |
| James Augustine Duff             | East Belfast                  |       | Unionist Party    |
| Lloyd Campbell                   | North Belfast                 |       | Unionist Party    |
| Samuel McGuffin                  | North Belfast                 |       | Unionist Party    |
| William Grant                    | North Belfast                 |       | Unionist Party    |
| Robert McKeown                   | North Belfast                 |       | Unionist Party    |
| Thomas Moles                     | South Belfast                 |       | Unionist Party    |
| Hugh Pollock                     | South Belfast                 |       | Unionist Party    |
| Sir Crawford McCullagh           | South Belfast                 |       | Unionist Party    |
| Julia McMordie                   | South Belfast                 |       | Unionist Party    |
| Thomas Henry Burn                | West Belfast                  |       | Unionist Party    |
| Robert Lynn                      | West Belfast                  |       | Unionist Party    |
| William Twaddell                 | West Belfast                  |       | Unionist Party    |
| Joseph Devlin                    | West Belfast                  |       | Nationalist Party |
| Sir James Craig, Bt              | Down                          |       | Unionist Party    |
| Éamon de Valera                  | Down                          |       | Sinn Féin         |
| J. M. Andrews                    | Down                          |       | Unionist Party    |
| Thomas Lavery                    | Down                          |       | Unionist Party    |
| Capt. Hon. Harry Mulholland      | Down                          |       | Unionist Party    |
| Robert McBride                   | Down                          |       | Unionist Party    |
| Thomas McMullan                  | Down                          |       | Unionist Party    |
| Patrick O'Neill                  | Down                          |       | Nationalist Party |
| Arthur Griffith                  | Fermanagh and Tyrone          |       | Sinn Féin         |
| Edward Archdale                  | Fermanagh and Tyrone          |       | Unionist Party    |
| William Coote                    | Fermanagh and Tyrone          |       | Unionist Party    |
| Seán Milroy                      | Fermanagh and Tyrone          |       | Sinn Féin         |
| William Thomas Miller            | Fermanagh and Tyrone          |       | Unionist Party    |
| James Cooper                     | Fermanagh and Tyrone          |       | Unionist Party    |
| Seán O'Mahony                    | Fermanagh and Tyrone          |       | Sinn Féin         |
| Thomas Harbison                  | Fermanagh and Tyrone          |       | Nationalist Party |
| Sir Robert Anderson              | Londonderry                   |       | Unionist Party    |
| Eoin MacNeill                    | Londonderry                   |       | Sinn Féin         |
| Dehra Chichester                 | Londonderry                   |       | Unionist Party    |
| John Martin Mark                 | Londonderry                   |       | Unionist Party    |
| George Leeke                     | Londonderry                   |       | Nationalist Party |
| Dr John Campbell                 | Queen's University of Belfast |       | Unionist Party    |
| Prof. Robert Johnstone           | Queen's University of Belfast |       | Unionist Party    |
| John Hanna Robb                  | Queen's University of Belfast |       | Unionist Party    |
| Dr Hugh Morrison                 | Queen's University of Belfast |       | Unionist Party    |